# 29號美國國道
美國國道29全長1036英哩(1667公里)，橫越美國南北方，從巴爾的摩到佛羅里達的西部郊區。從北卡羅來納到阿拉巴馬。美國國道29與85號州際公路平行。

## 州份
- 馬里蘭
- 哥倫比亞特區
- 維吉尼亞
- 北卡羅來納
- 南卡羅來納
- 佐治亞
- 阿拉巴馬
- 佛羅里達

## 州際高速公路連接點
70號州際公路
495號州際公路 (首都外環道)
66號州際公路
64號州際公路
40號州際公路
485號州際公路
77號州際公路
285號州際公路
26號州際公路
85號州際公路
75號州際公路
10號州際公路

## 高速公路連接點
- 美國國道1
- 美國國道50
- 美國國道15
- 美國國道211
- 美國國道17
- 美國國道522
- 美國國道33
- 美國國道250
- 美國國道60
- 美國國道58
- 美國國道70
- 美國國道421
- 美國國道52
- 美國國道601
- 美國國道74
- 美國國道521
- 美國國道321
- 美國國道221
- 美國國道176
- 美國國道25
- 美國國道123
- 美國國道276
- 美國國道76
- 美國國道178
- 美國國道78
- 美國國道129
- 美國國道441
- 美國國道285
- 美國國道23
- 美國國道78
- 美國國道278
- 美國國道19
- 美國國道41
- 美國國道27
- 美國國道431
- 美國國道280
- 美國國道80
- 美國國道231
- 美國國道331
- 美國國道31
- 美國國道90
- 美國國道98

## 相關高速公路
- 美國國道129